# Txesnoki
Txesnoki (en rus: Чесноки) és un poble de l'óblast de Kurgan, a Rússia, que en el cens del 2010 tenia 515 habitants. Pertany al districte de Ketovo.